# Cộng hưởng Schumann

Sóng Schumann trên bề mặt Trái Đất.

Phân bố của phổ tần.

Cộng hưởng Schumann là hiện tượng các bức xạ điện từ được tạo ra bao quanh theo chu vi Trái Đất như ở trong một hốc cộng hưởng sóng dọc.  Nguyên nhân có thể do sét, nhưng biên độ của chúng cực bé cho nên chỉ có thể phát hiện bằng các máy đo có độ nhạy cao. Cộng hưởng Schumann có liên hệ đến sự thay đổi khí hậu và các hoạt động địa chấn.
Cộng hưởng Schumann tương tự như một loại nhiệt kế, trong đó các chỉ số tần số giúp đo nhiệt độ chung của Trái Đất, cũng như sự thay đổi của khí hậu và thậm chí là có khả năng dự báo về những trận động đất lớn.

## Giá trị của bức xạ
Chu vi trung bình của Trái Đất a = 39,985,427 m (40,075,004 m tại đường xích đạo, chu vi vòng theo 2 cực 39,940,638 m). Với tốc độ lan truyền của bức xạ c = 299,792,458 m/s (môi trường chân không), ta có được giá trị tần số của bức xạ tính theo chu vi trung bình là c/a = 7.5 Hz. Nếu tính toán chính xác thì có công thức:
{\displaystyle \omega _{n}={\frac {c}{a}}{\sqrt {n(n+1)}}}
cho tần số thứ n (với n = 1, 2, 3...), ta tính được các kết quả: 7.83 (chủ yếu), 14.3, 20.8, 27.3 và 33.8 Hz. Do sự tán xạ ở tầng điện ly và các điều kiện không lý tưởng khác của hệ thống là khác nhau dẫn đến các giá trị đo được khác so với giá trị tính toán theo lý thuyết và có thể thay đổi tùy theo mùa. Tần số cộng hưởng Schumann từ 3 Hz đến 30 Hz trong dải tần chung được gọi là tần số vô cùng thấp.